# Alfonso García Robles
Alfonso García Robles  (Zamora, Michoacán, 20. ožujka 1911. — Ciudad de México, 2. rujna 1991.) bio je meksički diplomat i političar, koji je zajedno s šveđankom Alvom Myrdal, dobio Nobelovu nagradu za mir 1982.  godine.
García Robles je rođen u gradu Zamora de Hidalgo u meksičkoj saveznoj državi Michoacán. Studirao je pravo na Nacionalnom autonomnom sveučilišu Meksika (UNAM).  U vanjsku politiku se uključuje 1939. godine. Prvo je bio delegat 1945. godine na Konferenciji u San Franciscu koju su organizirali Ujedinjeni narodi. On je bio veleposlanik u Brazilu od 1962. do 1964., i bio je državni tajnik u ministarstvu vanjskih poslova u razdoblju od 1964. do 1970. godine. Od 1971. do 1975. radio je kao predstavnik svoje zemlje u Ujedinjenim narodima, a kasnije je imenovan stalnim meksičkim predstavnikom u Odboru za razoružanje.
García Robles dobio nagradu za mir kao jedan od pokretača Sporazuma iz Tlatelolca, kojim su Latinska Amerika i Karibi postali slobodne zone bez nuklearnog naoružanja. Sporazum je 1967. godine potpisala većina država u regiji, iako je nekim državama trebalo neko vrijeme da ratificiraju sporazum.